# SPCA 63 Météore
Dimensions
Le SPCA 63 Météore est un hydravion à coque trimoteur civil construit en France par la Société provençale de constructions aéronautiques (SPCA) durant l’entre-deux-guerres. Destiné au transport commercial, il était biplan, de construction en bois, avec un revêtement entoilé. Il effectua son premier vol le 3 septembre 1925. Seuls 3 exemplaires furent construits.